# بيتر ميرفي (سياسي)
بيتر ميرفي (بالإنجليزية: Peter Murphy)‏ هو سياسي أمريكي، ولد في 15 يوليو 1949 في الولايات المتحدة. حزبياً، نشط في الحزب الديمقراطي. وقد انتخب عضو مجلس النواب لولاية ماريلند.